# 袋町 (金沢市)
袋町（ふくろまち）は、石川県金沢市は現行行政地名。丁目を持たない単独町名であり、全域で住居表示実施済み。

## 地理
隣は、武蔵町、青草町。

## 歴史
北国街道の町筋にあり、町名は道の両端が曲がって袋のような形であったことに由来する。

## 世帯数と人口
2022年（令和4年）8月1日現在の世帯数と人口は以下のとおりである。
| 町丁 | 世帯数 | 人口  |
| ---- | ------ | ----- |
| 袋町 | 95世帯 | 139人 |

## 小・中学校の学区
市立小・中学校に通う場合、学区は以下のとおりとなる。
| 番・番地等 | 小学校             | 中学校             |
| ---------- | ------------------ | ------------------ |
| 全域       | 金沢市立中央小学校 | 金沢市立長町中学校 |

## 交通

### 鉄道
町内に鉄道駅はない。

### バス
武蔵ヶ辻・近江町市場バス停のうち北鉄バスの3番のりば、西日本ジェイアールバスの尾張町方面のりばが町内に位置する。
- 金沢ふらっとバス此花ルート　近江町市場・市姫神社バス停
- 金沢ふらっとバス材木ルート　袋町バス停

### 道路
- 国道157号

## 施設
- ル・キューブ金沢

### 過去に存在した施設
- ダイエー金沢店 2002年（平成14年）10月31日閉店。